# Nicolas de Condorcet
Nicolas Antoine Caritat de Condorcet (Ribemont, 17. rujna 1743. – Bourg-la-Reine, 29. ožujka 1794.) bio je francuski filozof, političar, ekonomist i enciklopedist. Za razliku od ostalih svojih suradnika, on se zalagao za korjenite promjene u društvu. Zagovarao je pravo na slobodno obrazovanje, za jednakost žena i za ravnopravnost svih društvenih sloja. Igrao je veliku ulogu tijekom Francuske revolucije.

## Životopis
Nicolas Antoine se rodio 17. rujna 1743. u gradu Ribemontu koji se nalazi sjeverno od Pariza. Potomak je francuske aristokratske obitelji Caritat. Išao je studirati bogoslovlje kod Isusovaca. Pohađao je visokoznanstvenu akademiju u Parizu gdje se istaknuo kao vrstan matematičar. Već je 1766. objavio spis u vezi matematike pod nazivom Ogled o integralnom računu. Dobivao je velike pohvale od Jean d'Alemberta, tadašnjeg poznatog pariškog znanstvenika. Godine 1772. Condorcet upoznaje Roberta Turgota, ministra financija francuskog kralja Luja XVI.
On i Turgot postaju prisni prijatelji. Zajedno s d'Alembertom i ostalim utjecajnim filozofima sastavljaju Enciklopediju. U međuvremenu Condorcet postaje tajnik Akademije. Posebno se zanimao za društvenu znanost. Sastavio je matematičke metode vezane uz životne i društvene pojave. Pored toga je još bio gorljiv abolicionist, snažno je zagovarao i djelovao protiv ropstva. Zbog toga je 1782. napisao esej Razmišljanje o ropstvu crnaca, gdje iznosi svoje kritičko stajalište protiv robovlasništva. Condorcet je bio veliki prosvjetitelj, zalagao se da svi ljudi steknu jednostavno obrazovanje i da imaju lakše životne uvjete. Bio je socijalni teoretičar. Godine 1781. umire Robert Turgot, a Nicolas je u njegovu čast objavio već sljedeće godine njegov životopis pod imenom Život Turgota.
Velika francuska revolucija počinje u rujnu 1789. gdje se on naravno i upliće u nju. Bio se pridružio političkom klubu Žirondinaca, bogatom dijelu građanstva. Condorcet se uporno borio da se kralj ne pogubi dok su međutim Jakobinci, gorljivi neprijatelji Žirondinaca, zahtijevali smaknuće kralja i potpuno ukidanje monarhije. Kasnije su žirondinci bili poraženi i jakobinci su ih poslali na giljotinu. Nicolas je nešto prije uhićenja napisao svoj posljednji zapis Nacrt za povijesnu sliku napretka ljudskog uma koje će postati njegovo najpoznatije djelo. U tom zapisu on ističe neograničenu usavršivost čovječanstva. Što se tiče giljotiniranja, on nikada nije bio pogubljen nego se već najvjerojatnije otrovao u zatvoru. Njegova žena Sofija, koja je bila velika sljedbenica njegovih ideja i zamisli, osnovala je veliki salon u Parizu gdje su se okupljali intelektualci iz raznih krugova.